# Badenweiler
Badenweiler é um município da Alemanha, localizado no distrito da Brisgóvia-Alta Floresta Negra da região administrativa de Friburgo, estado de Baden-Württemberg.

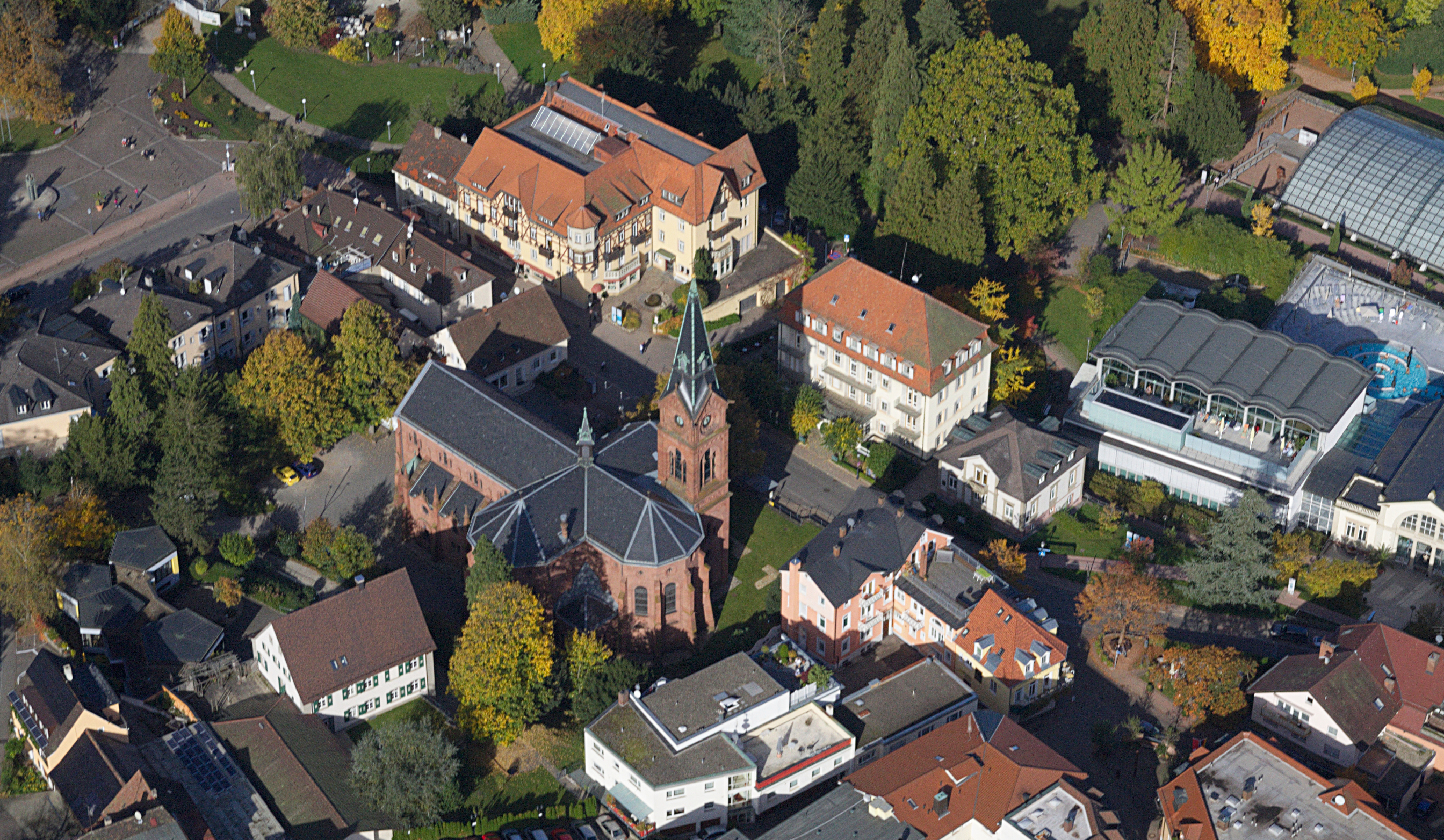
Centro com a igreja protestante no mesmo lugar onde estava o templo romano
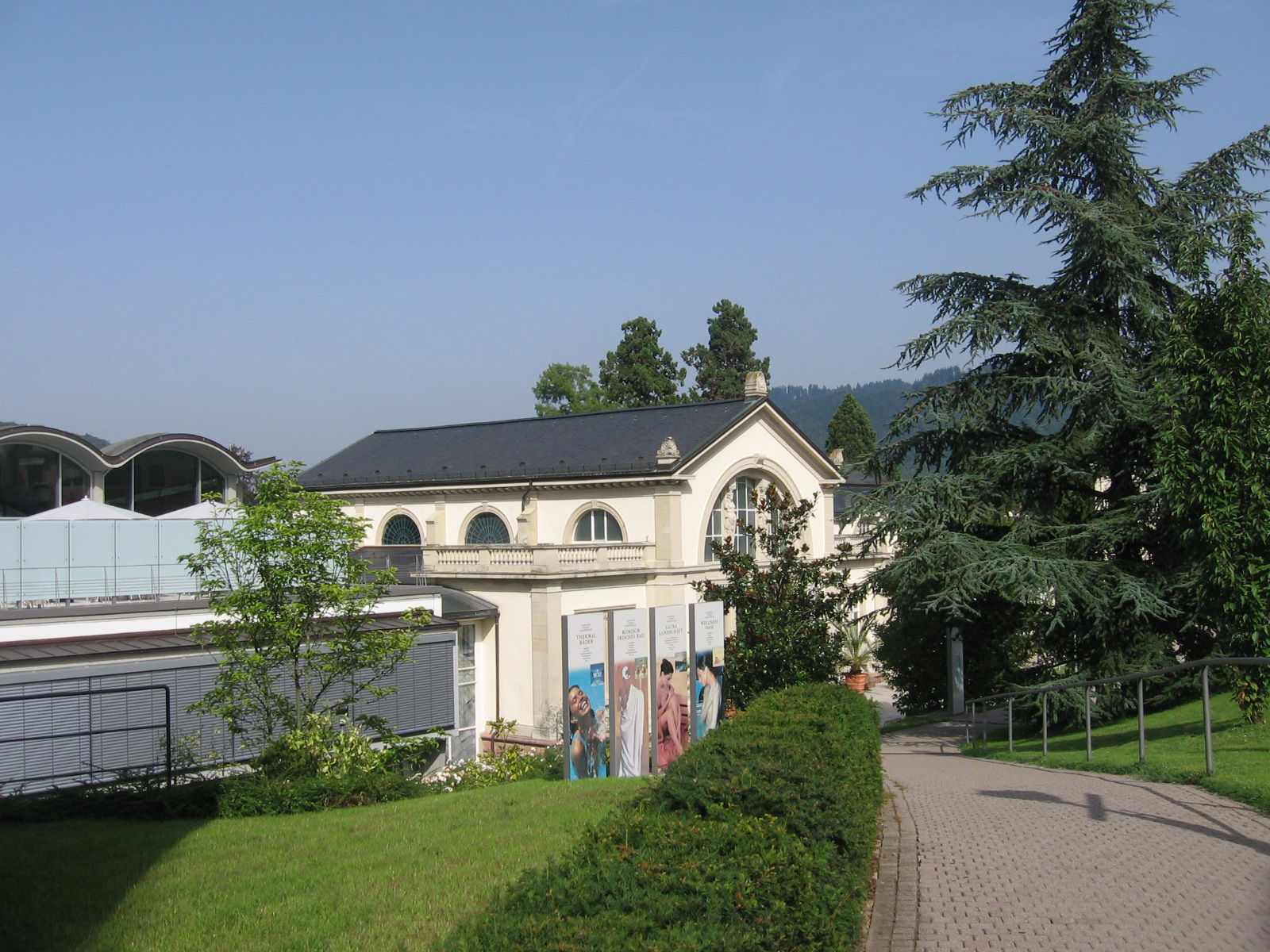
Entrada da Cassiopeia-Therme
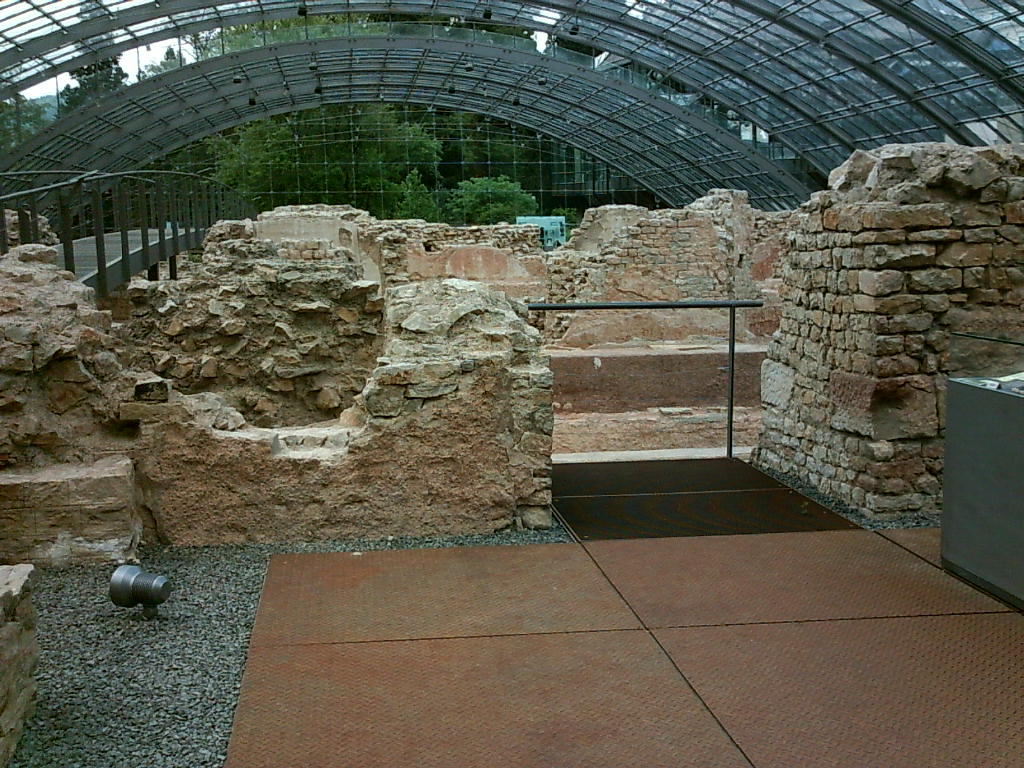
Termas romanas
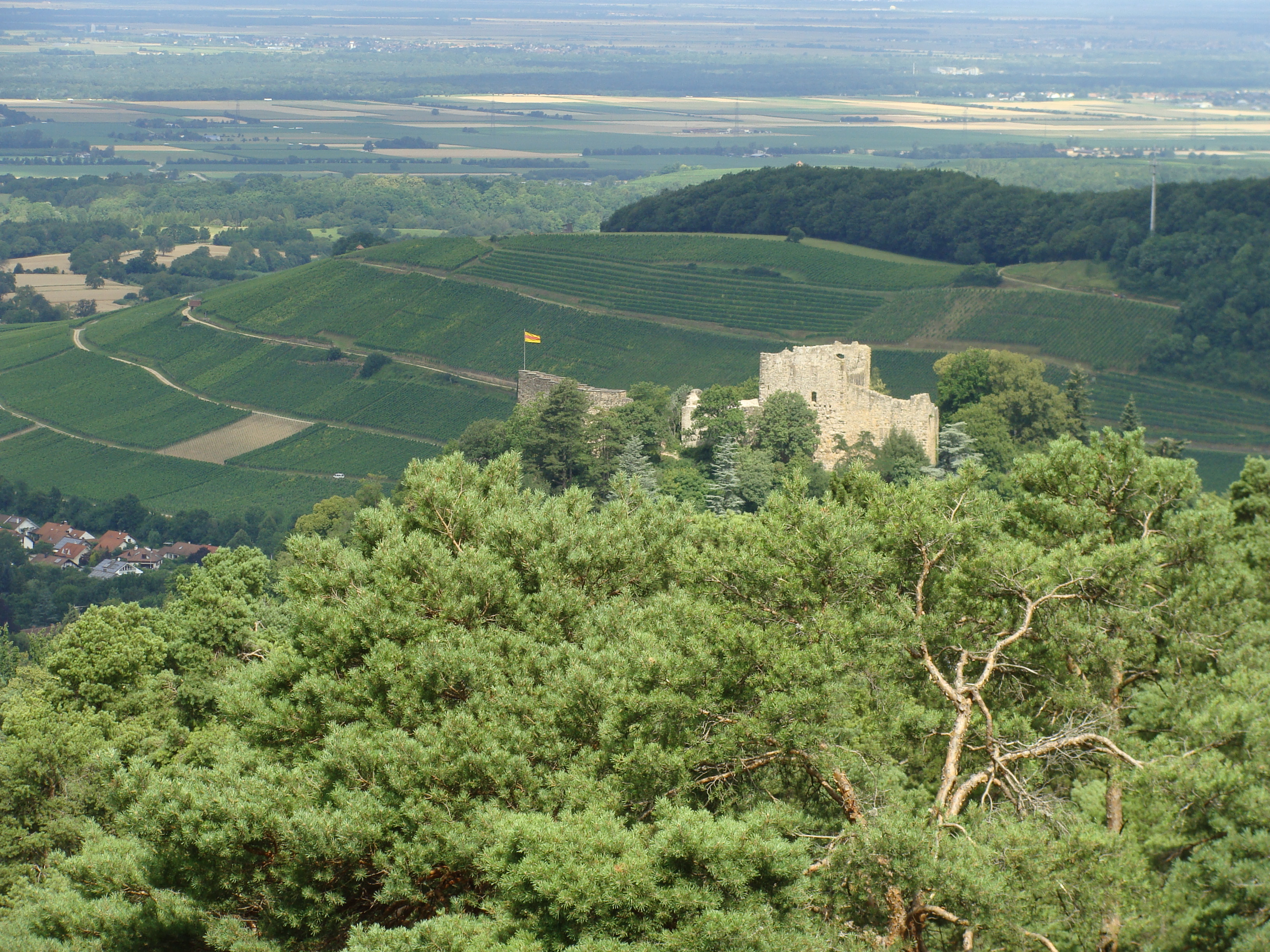
Castelo Baden e vinhedos

Badenweiler é conhecido por sua estância termal (em alemão: Cassiopeia-Therme), a 28 minutos de viagem em comboio desde Basileia (Suíça), na fronteira oeste da Floresta Negra.

## Personalidades
- O médico e escritor Anton Tchecov se mudou para Badenweiler, porque sofria de tuberculose e aí faleceu em 15 de julho de 1904. O Salão Chekhov,[3] no centro cultural, é um museu literário.[4]

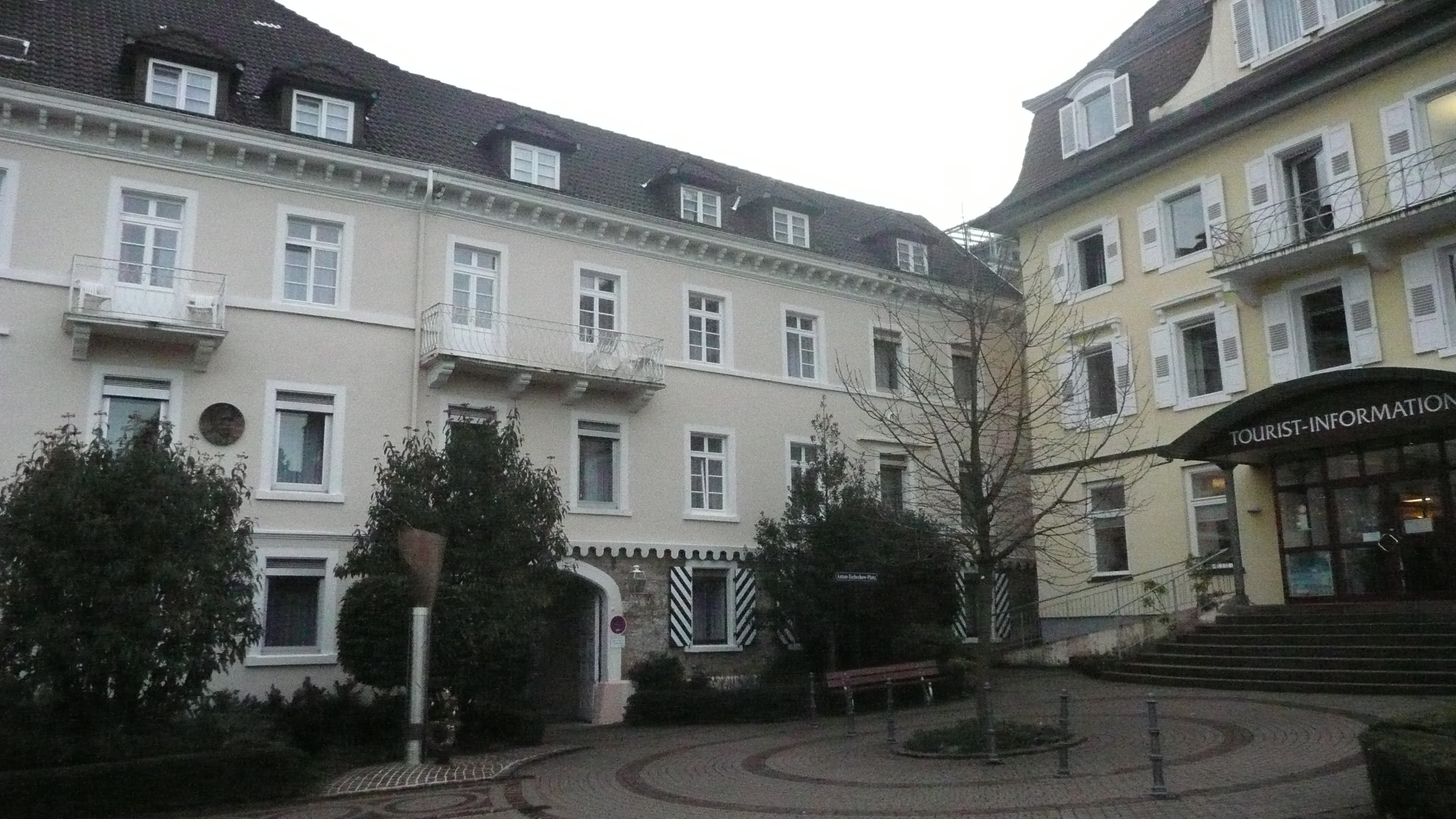
Praça Anton Tchecov
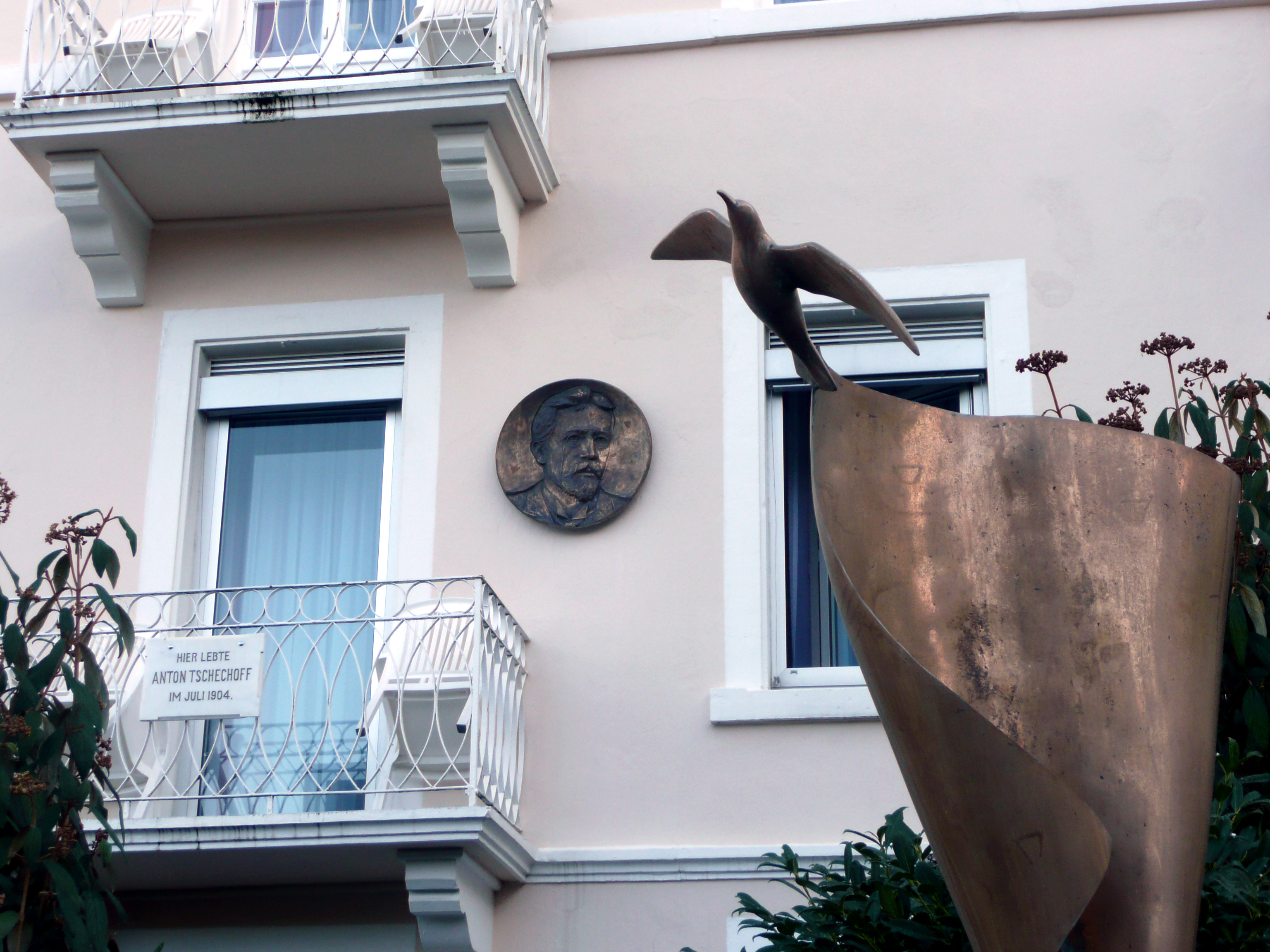
Quarto onde ele morreu e escultura "A Gaivota" do artista moscovita Alexander Taratinov
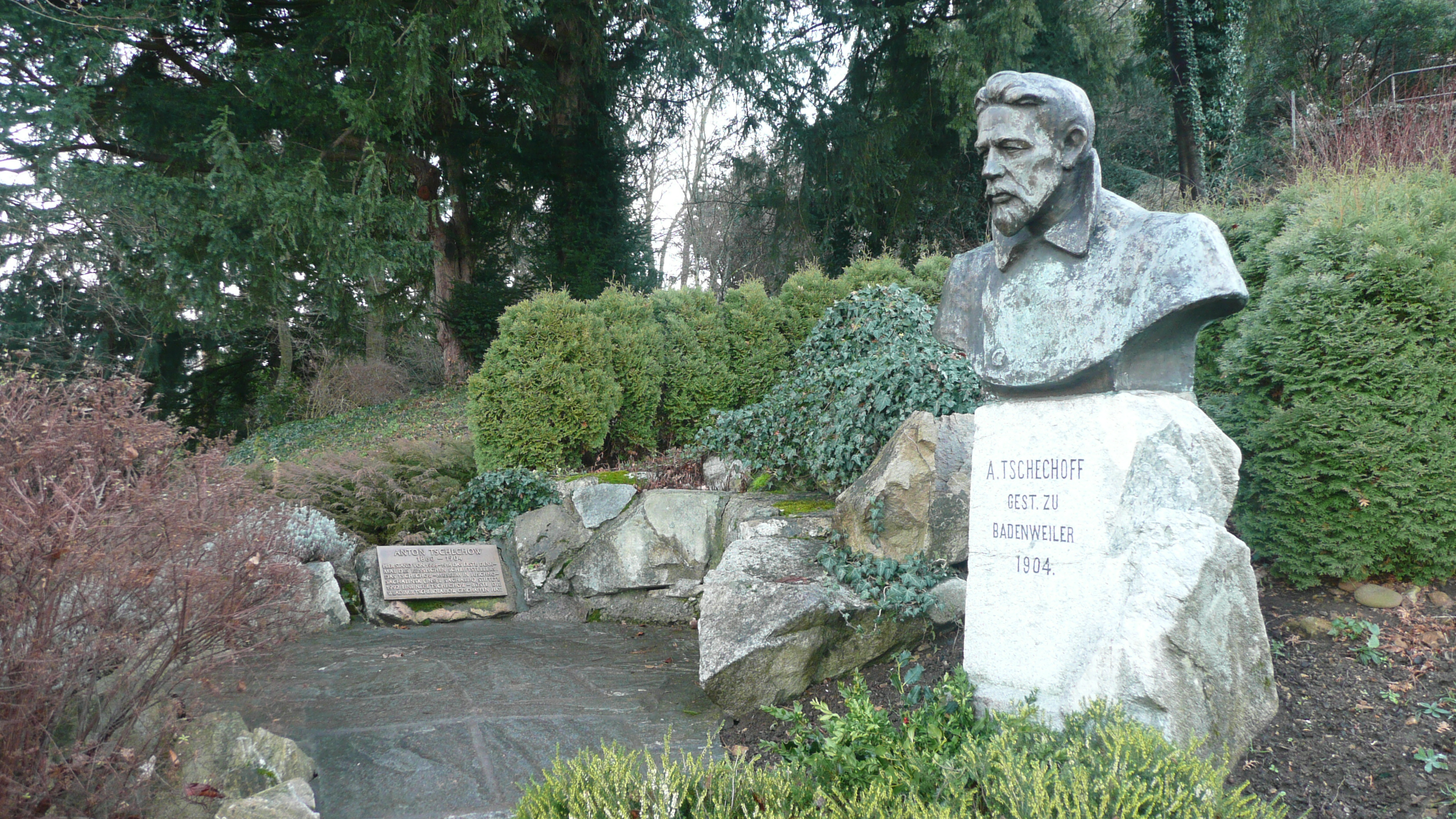
Monumento no Monte do Castelo
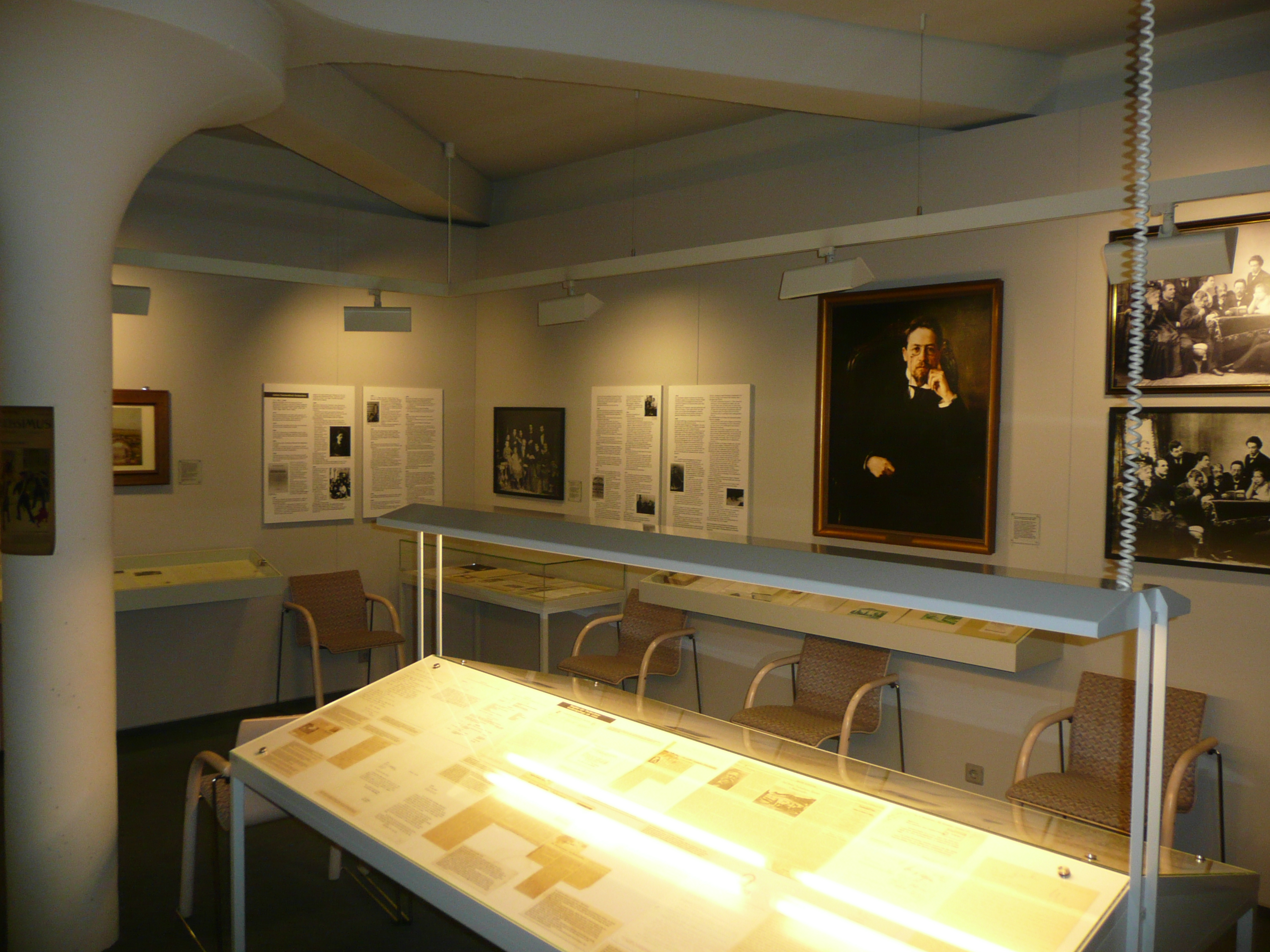
Salão Tchecov

- O escritor Stephen Crane se mudou para Badenweiler, porque sofria de tuberculose. Ele morreu em 5 de junho de 1900.[5]